# Les misterioses ciutats d'or (sèrie d'animació del 2012)
Les misterioses ciutats d'or (Les Mystérieuses Cités d’or, en francès) és una sèrie de televisió d'animació francobelga de l'any 2012 de gènere fantàstic. Consta de 78 episodis de 23 minuts i es tracta d'una adaptació de la novel·la The King's Fifth de Scott O'Dell i de la preqüela. La sèrie transcorre aquesta vegada fora d'Amèrica explorant altres civilitzacions del món, encara al segle xvi, a la recerca de les altres sis ciutats d'or. Aquesta seqüela està adreçada a un públic una mica més jove que la primera sèrie.
Així doncs, la sèrie comença amb la 2a temporada (2012) (la 1a temporada seria la sèrie de 1982) que explora la Xina de la dinastia Ming i el Tibet. Continua amb una temporada 3 (2016) que se situa al Japó de l'era de Muromachi, Índia, Ormuz i els confins de Pèrsia i el desert d'Aràbia i acaba amb una quarta i última temporada el 2020-2021 on trobem Etiòpia, Zimbàbue i fins i tot la França del segle XVI. Els personatges principals són els mateixos que a la sèrie original. També es conserva l'atenció prestada als escenaris en què evolucionen els personatges (entorn natural, històric i cultural), a les referències històriques i a la descripció de les civilitzacions trobades així com la presència del minidocumental final.
A Catalunya es va estrenar el 22 de juny de 2015 al Canal Super3 i el 2022 s'emet al SX3.

## Sinopsi
Tot comença al segle XVI a Barcelona, quan l'Esteban, la Zia i en Tao, l'últim descendent de la civilització Mu, tornen a la ciutat comtal i alliberen en Mendoza, en Pedro i en Sancho de la presó, on els va tancar en Zarès, quan van tornar del Nou Món. A partir d'aquí, i a bord del Gran Còndor d'or, viatjaran tots junts a la Xina a la recerca de les famoses ciutats d'or, un viatge ple d'aventures i perills.

### Temporada 2
A bord del gran còndor, els nens s'embarquen cap a l'Àsia, més concretament cap a la Xina i el Tibet. Quan es troben amb un alquimista anomenat Ambrosius, l'Esteban descobreix la veritat sobre els seus orígens.

### Temporada 3
L'Esteban, la Zia i en Tao continuen la seva recerca al Japó, l'Índia, l'Iran i el desert d'Aràbia a la recerca de les ciutats daurades de Sûndagatt i Kûmlar. Han d'alliberar el pare de l'Esteban, que és viu, però és presoner d'en Zarès, de qui aviat se'n descobrirà la identitat.

### Temporada 4
L'Esteban, la Zia i en Tao arriben a l'Àfrica per continuar la seva recerca de les Ciutats d'Or en competició amb la tripulació d'en Zarès. Busquen les tres últimes ciutats, sobretot la ciutat d'Ofir, que troben a les Cascades Victòria, i aprenen el veritable propòsit de la seva recerca. Visiten Etiòpia, Zimbàbue i França (Castell de Chambord a través d'un portal d'oricalc) i coneixen Francesc I i Nostradamus.

## Personatges
- Esteban: juntament amb la Zia, és un dels dos nens elegits per portar les claus de les Ciutats d'Or en forma de medalló que representa el sol. Criat al monestir de Barcelona pel pare Rodríguez, l'anomenen "fill del sol", perquè té el poder de fer aparèixer l'estrella del dia. Va trobar el seu pare, Athanaos (el profeta viatger) quan va descobrir la primera ciutat d'or, però no en va saber conèixer la seva identitat.
- Zia: l'única noia del grup. Jove inca segrestada pel comandant Francisco Pizarro al seu poble quan era petita. Va créixer a la Cort d'Espanya fins que Mendoza la va segrestar per posar-se a conquerir les Misterioses Ciutats d'Or. Després, es revela que, igual que en Tao, és una descendent del poble de Mu.
- Tao: descendent de la civilització de Mu. Va créixer sol en una illa fins que va conèixer l'Esteban i la Zia. Ell és el geni de la colla.
- Mendoza: capità dotat d'un gran sentit de l'honor i disposat a fer qualsevol cosa per ajudar els nens en la seva recerca, encara que primer dubtin de la seva honestedat. No obstant això, es mostra patern amb els fills, en particular amb l'Esteban i la Zia.
- Sancho i Pedro: els dos lleials mariners d'en Mendoza que farien qualsevol cosa pel seu capità. Una mica maldestres, segueixen els nens en totes les seves aventures encara que somien a muntar una taverna a Espanya.
- Ambrosius: sobrenomenat "l'alquimista", creu que el coneixement de la civilització de Mu pot millorar el món i la condició de l'home. Amaga un costat fosc: en realitat és Zarès, un personatge misteriós i perillós, enemic jurat de l'Esteban i els seus amics. Vol trobar les ciutats d'or i mira de desempallegar-se d'en Mendoza, en Sancho i en Pedro.
- Isabella Laguerra: filla del doctor Laguerra, antagonista de la primera temporada. És la primera al servei de l'Ambrosius, però resulta que és una espia de Carles V. Ràpidament s'enamora d'en Mendoza, malgrat els seus costats oposats, i acaba ajudant els herois en la seva recerca.

## Les set ciutats d'or
En les seves aventures, els herois es veuen portats a descobrir set misterioses ciutats d'or, repartides per diversos continents. Cadascuna de les ciutats conté artefactes i informació per formar "la gran herència" de les civilitzacions Mu i Atlàntida. Les ciutats són:
- Tseila (1a temporada) a Mèxic. Conté un reactor solar, una ciutat inspirada en El Dorado.
- Badalom (2a temporada) al Tibet. Conté fargues i una biblioteca, una ciutat inspirada en Shambhala.
- Sûndagatt (3a temporada) al Japó. En un volcà adormit, és una ciutat submarina que conté corones que permeten la telecinesi.
- Kûmlar (3a temporada) al desert d'Aràbia. És la tomba de la princesa Rana'Ori del poble Mu, que conté un doble medalló del sol.
- Ofir (4a temporada) al cim de les cascades Victòria a Zimbàbue. És la ciutat de la reina de Saba que conté una pedra filosofal (de fet, un catalitzador).
- Orunigi (4a temporada) a la selva del Congo. És una ciutat amb forma de baobab d'oricalc gegant que conté una revelació dels set savis de Mu i l'Atlàntida sobre la recerca de les ciutats d'or.
- La Ciutat Escut (4a temporada) al Castell de Chambord, França. El jaciment descobert per Leonardo da Vinci està previst per acollir la 7a ciutat que encara no existeix. Són l'Esteban, el Tao i la Zia qui l'han de construir amb la informació recollida de les altres ciutats. Serveix per protegir la Terra d'una amenaça celestial.